# نايف شنداخ ثامر
نايف شنداخ ثامر الغالبي هو سياسي عراقي وعضوا في حزب البعث العربي الاشتراكي وقد شغل مسؤول تنظيمات الحزب في محافظة صلاح الدين كما كان عضوا في المجلس الوطني العراقي. وكذلك مسؤولا حزبيا في محافظة النجف.
ورد اسمه ضمن قائمة العراقيين المطلوبين لدى الولايات المتحدة، لكنه يعتقد أنه قتل خلال غزو العراق، حيث أذاعت قناة العراق الفضائية بيانا ينعاه في 22 آذار 2003.
في عام 2017، أقر مجلس النواب العراقي قانونا ينص على مصادرة الأموال المنقولة وغير المنقولة لكل من صدام حسين وزوجاته وأولاده وأحفاده وأقربائه حتى الدرجة الثانية ووكلائهم ومصادرة أموال قائمة من 52 من أركان النظام السابق، كان من بينهم نايف شنداخ ثامر.